# Henner und Frieder

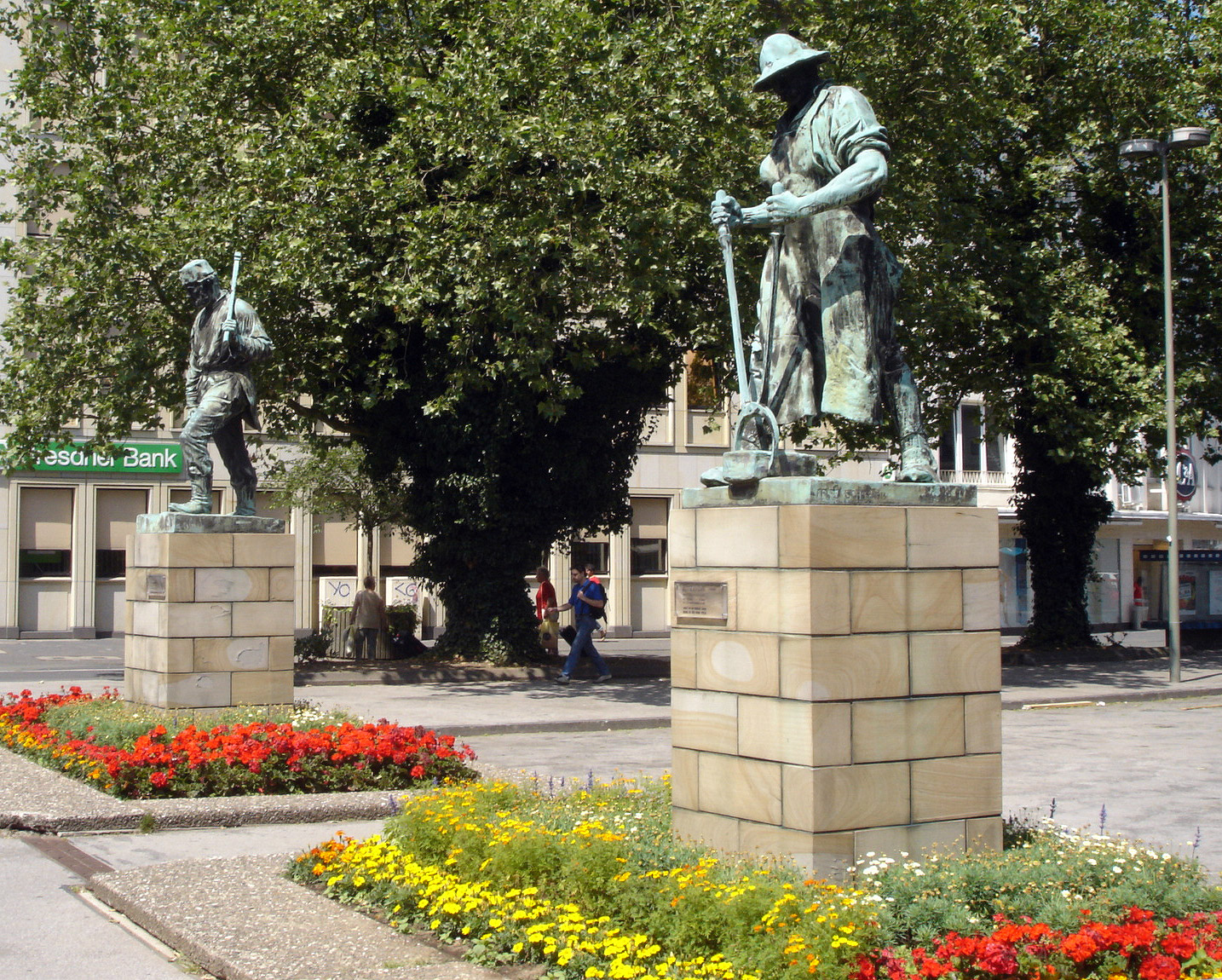
Henner und Frieder am vorigen Standort (2005)

Henner und Frieder sind zwei in der westfälischen Stadt Siegen stehende, 1902 vom Bildhauer Friedrich Reusch geschaffene Statuen. Die Skulpturen aus Bronzeguss stellen einen Bergmann („Henner“) und einen Hüttenmann („Frieder“) dar.

## Geschichte
Die beiden lebensgroßen, von der Berliner Gießerei Schäffer & Walker gegossenen Bronzeskulpturen wurden von Reusch für die  Industrie- und Gewerbeausstellung Düsseldorf 1902 geschaffen. Auf der Ausstellung bildeten die beiden Statuen den Mittelpunkt der Präsentation der dort vertretenen Siegerländer Unternehmen. Anschließend gingen Henner und Frieder durch eine auf Initiative des Berg- und Hüttenmännischen Vereins ermöglichte Schenkung in den Besitz der Stadt Siegen über.
Als Modelle für die beiden Skulpturen dienten dem Künstler, der mit der Arbeit daran bereits im Jahr 1889 begonnen hatte, zwei Arbeiter des Sieghütter Hammerwerks, die dafür mit jeweils 50 Mark entlohnt wurden. Vorbild für die Figur des Bergmanns war der aus Seelbach stammende Phillip Hüttenhain; der Dreis-Tiefenbacher Friedrich Bingener stand Modell für die Skulptur des Hüttenmanns.
In der Stadt Siegen wurden die beiden Figuren am 28. September 1904 auf den extra dafür verstärkten Mittelpfeilern der 1882 errichteten Siegbrücke aufgestellt. Dort standen sie auf Sockeln aus rotem Sandstein, die der Steinmetzmeister Kögler errichtet hatte. Die beiden Sockel waren auf der Vorderseite jeweils mit einem Sinnspruch als Inschrift versehen; auf den Seiten der Sockel waren die Worte „Geschenk der Aussteller des Siegerlandes, Düsseldorf 1902“ sowie „Errichtet von der Stadt Siegen 1904“ eingemeißelt. Der Sinnspruch am Statuensockel „Frieders“ lautete „Arbeit ist des Bürgers Zierde, Segen ist der Mühe Preis“. Zu Füßen „Henners“ war zu lesen „Wer Bergwerk will bauen, muß Gott vertrauen“. In den 1930er-Jahren mussten beide Skulpturen ihren Platz vorübergehend wegen des Neubaus der Siegbrücke räumen, die durch eine Stahlbetonbrücke an gleicher Stelle ersetzt wurde. Noch vor der im März 1934 erfolgten Brückenfreigabe kamen sie im Januar des gleichen Jahres an ihren alten Standort zurück, dieses Mal auf einfachen Fundamenten aus Stein.
Bei der Sprengung der Brücke durch die Wehrmacht am 31. März 1945 stürzten die beiden Skulpturen gegen Ende des Zweiten Weltkriegs in die Sieg. Sie wurden erst nach einigen Wochen geborgen und anschließend im Eintracht-Bunker zwischengelagert. Nach erfolgter Restaurierung der durch die Brückensprengung erheblich beschädigten Figuren führte ihr Weg ein drittes Mal zur Brücke zurück. Dort wurden sie auf die Brückenköpfe zur Heeserstraße beziehungsweise zur Siegstraße gesetzt. Wegen erneuter Bautätigkeit im Umfeld der Brücke, etwa bei der Errichtung des dortigen City-Kaufhauses und dem Bau der Fluss-Überkragung Siegplatte wurde ihr Standort noch mehrfach geringfügig in der näheren Umgebung verlegt. Bis zum Sommer 2012 standen sie nebeneinander am Rande der Siegplatte an der dortigen Bahnhofsbrücke. 
Im Rahmen der Neubaumaßnahme „Siegen – zu neuen Ufern“ und dem damit verbundenen Abriss der Siegplatte wurde ein neuer Standort für Henner und Frieder gesucht. Nach ihrer Demontage am 10. August 2012 sollten die Skulpturen zunächst für etwa 15 Monate eingelagert werden. Schließlich wurde aber erst für den 10. September 2015 angekündigt, dass sie auf der neuen, die Siegener Ober- und Unterstadt verbindenden Oberstadtbrücke einander gegenüberstehend aufgestellt werden. Am 10. September 2015 wurden die beiden Skulpturen wie geplant aufgestellt. 